# Železniční trať Landquart–Thusis
Železniční trať Landquart–Thusis  je železniční trať v kantonu Graubünden ve východní části Švýcarska. Trať měří 41 kilometrů a propojuje Landquart, kantonální hlavní město Chur a Thusis, což je počáteční stanice trati Albula. V Landquartu je trať napojena na nejstarší trať Rhétské dráhy (RhB) z Landquartu do Davosu. Stejně jako ostatní tratě RhB je trať postavena na rozchodu 1 000 mm a elektrifikována střídavou soustavou 11 kV 16,7 Hz. V celostátním jízdním řádu trati náleží číslo 910 (úsek Landquart–Chur), 940 (úsek Chur – Thusis – Svatý Mořic), resp. 941 (S-Bahn Schiers – Rhäzüns).

## Historie

Historický snímek stanice Domat/Ems

Chur, hlavní město kantonu Graubünden, byl na švýcarskou železniční síť napojen roku 1858, díky otevření normálněrozchodné trati z Rorschachu. Na dlouhou dobu tato trať zůstala na celém území kantonu jediná. Stavbu dalších tratí, zejména do horského střediska Davosu, prosazoval původem holandský inženýr Willem Jan Holsboer. Díky jeho vydatné pomoci a angažovanosti byla v roce 1888 ustavena akciová společnost pro stavbu trati Landquart–Davos (Schmalspurbahn Landquart–Davos AG, zkratka LD). Jak z názvu napovídá německé slovo Schmalspur, z finančních i technických důvodů (prudká stoupání a nutnost stavby ostrých oblouků) se však rozhodla společnost dráhu realizovat jako úzkorozchodnou – zvolen byl rozchod 1 000 mm, tedy metrový. Od roku 1889 začaly jezdit vlaky do stanice Klosters, o rok později byla dokončena trať až do Davosu.
Řada obcí kantonu však stále volala po železničním spojení, a této iniciativy se s pomocí svých akcionářů chopila právě společnost LD, když počátkem 90. let 19. století ohlásila plány na stavbu své další trati, tentokrát z Landquartu přes Chur údolím Zadního Rýna (Hinterrhein) do Thusis. V souvislosti s těmito plány na další expanzi se společnost roku 1895 přejmenovala na Rhétskou dráhu (Rhätische Bahn AG). 
Trať Chur–Thusis byla dokončena o rok později a slavnostně otevřena 1. července 1896. Spojovací úsek mezi Landquartem a Churem, vedoucí ve většině trasy souběžně se starší tratí normálního rozchodu, se pro běžný provoz otevřel až o necelé dva měsíce později, 29. srpna 1896. Následně byla v roce 1897 Rhétská dráha výsledkem kantonálního referenda zestátněna, a její právní statut byl změněn z akciové společnosti na dráhu ve vlastnictví kantonu.
V té době již probíhaly diskuze o stavbě navazující trati pohořím Albula až do Svatého Mořice. Vzhledem k nesjízdnosti cest v zimním období bylo totiž údolí Engadin až několik měsíců v roce dopravně zcela odříznuté od zbytku kantonu i Švýcarska, a celoročně provozovatelná železnice přes Albulské sedlo tento problém měla odstranit. Stavba trati Albula, navazující v Thusis na již provozovanou trať, byla zahájena v září 1898. Po pěti letech stavby byl provoz na úseku Thusis – Celerina (nazvaném „Albulabahn“) zahájen k 1. červenci 1903. Závěrečný úsek do Svatého Mořice je v provozu od 10. července 1904.
Roku 1914 byla uvedena do provozu elektrická dráha Chur–Arosa. Provozovala ji soukromá společnost Chur-Arosa-Bahn (ChA), a ačkoli byla s Rhétskou dráhou kolejově propojena a byl na ní použit shodný rozchod 1 000 mm, až do převzetí této společnosti Rhétskou dráhou v roce 1942 byla víceméně samostatným provozem. 

### Elektrifikace
Kvůli velmi náročným sklonovým poměrům na většině tratí a válečnému nedostatku uhlí byla roku 1916 schválena plošná elektrifikace všech tratí Rhétské dráhy. Elektrifikace trati Albulabahn byla dokončena v průběhu roku 1919, na navazující trati Landquart–Chur–Thusis byl elektrický provoz zahájen 1. srpna 1921.
Úsek Chur–Thusis se v síti Rhétské dráhy stal prvním, na něž bylo uvedeno do provozu reléové poloautomatické zabezpečovací zařízení typu Rollbock. Stalo se tak v roce 1933.

### Zdvojkolejnění

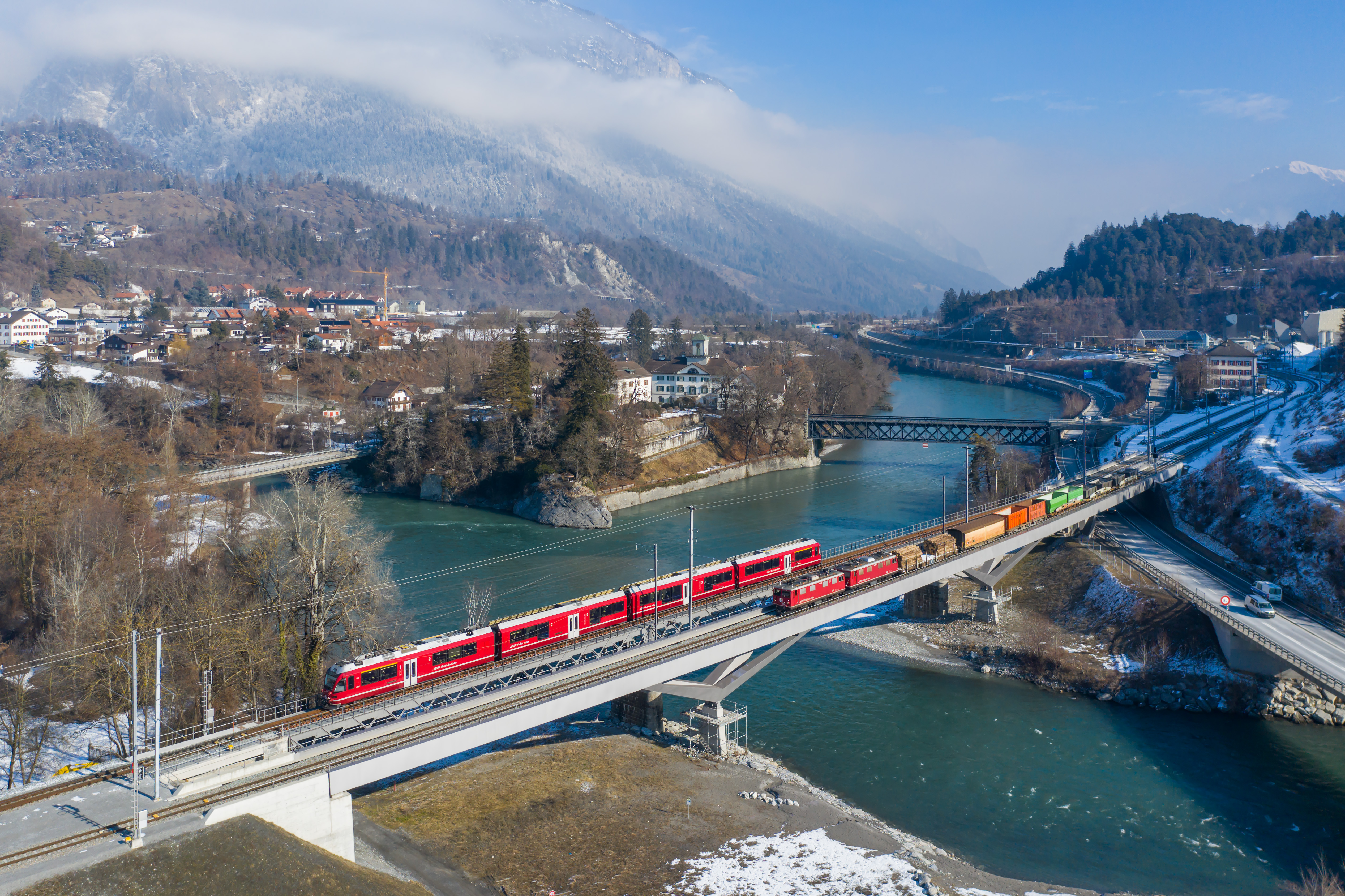
Souběžný odjezd vlaků po mostě Hinterrheinbrücke

Narůstající provoz vlaků (zejména osobních) po druhé světové válce vedl Rhétskou dráhu k úvahám o zdvojkolejnění nejvytíženějšího úseku mezi Churem a stanicí Reichenau-Tamins, kde od roku 1904 odbočuje trať do Disentis/Mustér. Pokládka druhé koleje v úseku Chur – Domat/Ems započala v polovině 50. let a uvedena do provozu byla koncem roku 1958, až do Reichenau-Tamins se po druhé koleji jezdí od července 1961.
Zavádění taktového jízdního řádu od 80. let 20. století si vyžádalo úpravy na straně infrastruktury, včetně výstavby dalších krátkých dvojkolejných úseků pro plynulé křižování protijedoucích vlaků. Dvojkolejný je od roku 2007 úsek Trimmis Süd – Untervaz-Trimmis severně od Churu a po rekonstrukci také most přes Zadní Rýn v Reichenau-Tamins (Hinterrheinbrücke), umožňující souběžný odjezd vlaků směr Thusis a Disentis/Mustér.

## Popis trati

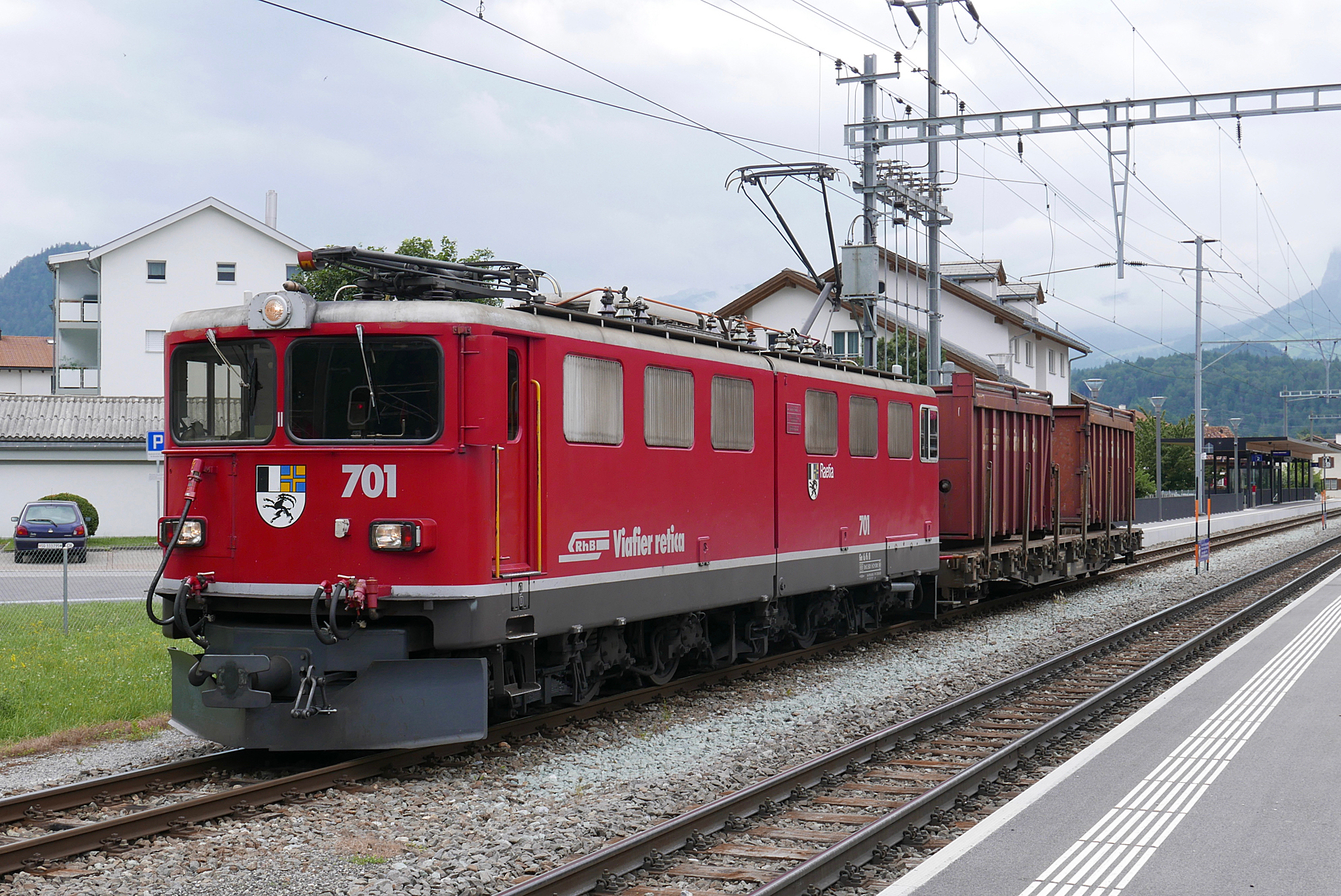
Krátký nákladní vlak jedoucí do Thusis, v čele stroj řady Ge 6/6^{II}

Trať začíná ve stanici Landquart, kde dnes sídlí také ústřední dílny a depo Rhétské dráhy. Širokým údolím Rýna trať vede proti jeho proudu k jihu směrem k hlavnímu městu kantonu, Churu, které protíná napříč. V převážné většině trasy vede souběžně s normálněrozchodnou tratí, na rozdíl od ní ale zajišťuje i obsluhu obcí po trase (např. Zizers, kde mimo jiné žila ke konci svého života Zita Bourbonsko-Parmská, poslední rakouská císařovna). V Churu se trať stáčí na západ a začíná zde nejvytíženější dvojkolejný úsek trati, který vede až do stanice Ems Werk v souběhu s vlečkou normálního rozchodu do velkého průmyslového podniku Ems Chemie. 
V Reichenau-Tamins se odděluje trať do Disentisu a bezprostředně za mostem přes Zadní Rýn začíná první výraznější stoupání (až 25 ‰) směrem ke stanici Bonaduz. Z Bonaduzu trať mírně klesá, aby za stanicí Rothenbrunnen začala opět stoupat vstříc pohoří Albula. V cílové stanici Thusis v nadmořské výšce necelých 700 metrů na trať plynule navazuje známější Albulabahn, která je od roku 2008 zařazena na seznam světového kulturního dědictví UNESCO.

## Provoz

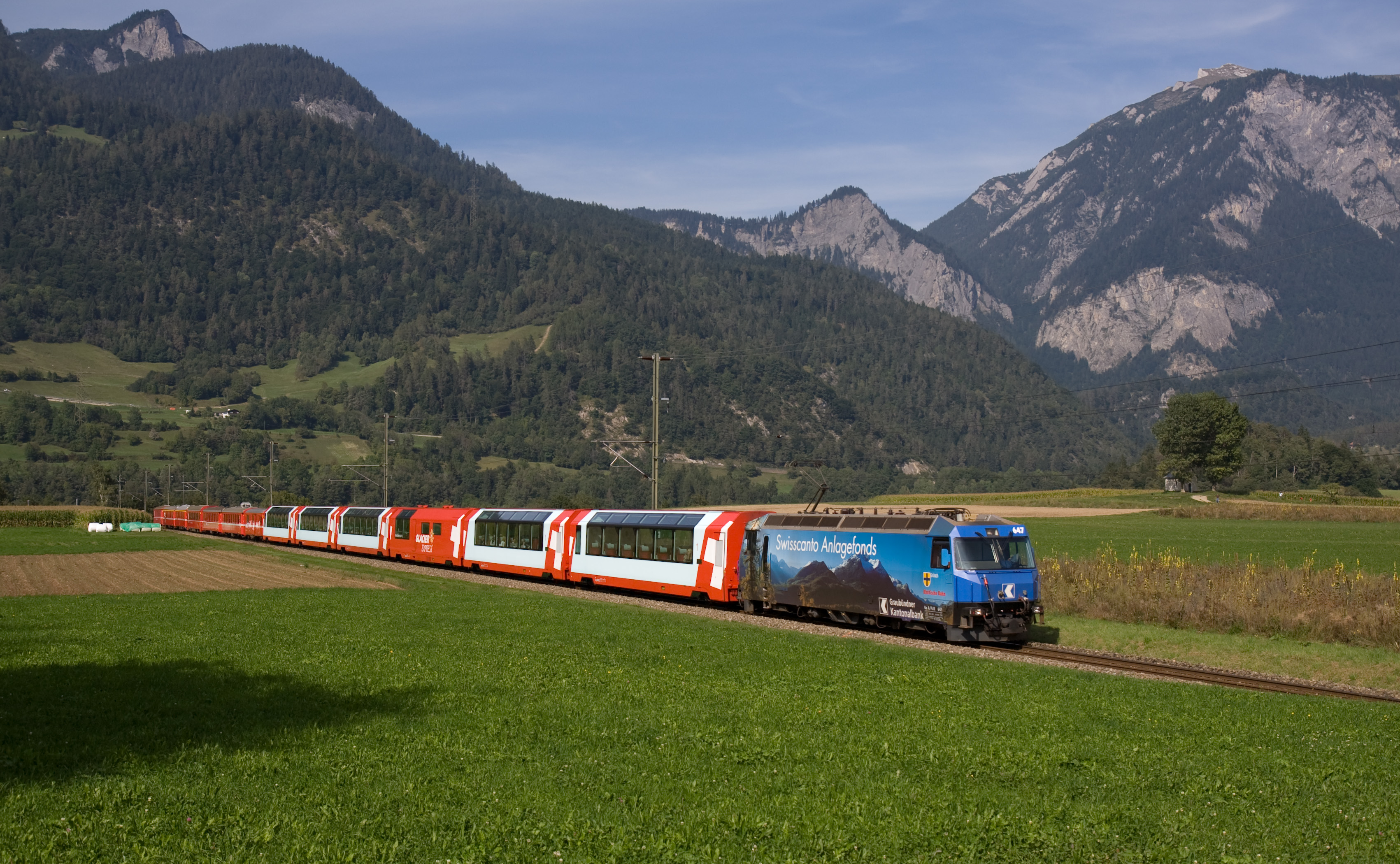
Glacier Express na trati nedaleko stanice Bonaduz

Úsek Landquart – Chur – Reichenau-Tamins má dnes zásadní a strategický význam v celé síti Rhétské dráhy, jakožto i dopravní síti celého kantonu Graubünden. Chur je hlavním uzlem celé kantonální železniční sítě a vyjíždí odsud v pravidelných intervalech vlaky do všech směrů. Páteřní linkou dálkové dopravy na trati jsou vlaky kategorie InterRegio, spojující v hodinovém taktu Chur se Svatým Mořicem (po trati Albula). Dopravují je lokomotivy řady Ge 4/4III, částečně také nové elektrické jednotky řady ABe 8/12 (Allegra). Regionální doprava je zastoupena linkou S1 S-Bahn Chur, jezdící mezi Schiers (na trati Landquart–Davos) a Rhäzüns, a také osobními vlaky v trase Scuol – Landquart – Chur – Disentis/Mustér, které na své trase projíždějí napříč celým kantonem .
Po trati dále projíždí známý Glacier Express (dva páry denně), jedoucí ze Svatého Mořice do Zermattu, a jednou denně spoj Bernina Express, jehož trasa vede z Churu přes Albulu a dále po trati Bernina až do italského Tirana.
Poměrně intenzivní je na trati také nákladní doprava: několikrát denně jezdí nákladní vlaky mezi Churem a Svatým Mořicem, zajišťující obsluhu údolí Engadin včetně dopravy potravin pro řetězec obchodů Coop. Další vlaky pak jezdí z Churu přes Reichenau-Tamins směrem do Ilanz na trati do Disentisu.